# Захарова, Мария Владимировна
Мари́я Влади́мировна Заха́рова (род. 24 декабря 1975, Москва, СССР) — российский государственный служащий, дипломат. Директор департамента информации и печати Министерства иностранных дел Российской Федерации (МИД России), официальный представитель МИД России с 10 августа 2015 года. Имеет дипломатический ранг — чрезвычайный и полномочный посол (2020). Член Коллегии МИД России, кандидат исторических наук.
Из-за поддержки российско-украинской войны — под санкциями 27 стран ЕС, Великобритании, США, Канады, Швейцарии, Австралии, Японии, Украины, Новой Зеландии.

## Биография

### Семья и детство
Дед — Юрий Иванович Захаров, родился в мордовском селе Степная Шентала Самарской области.
Отец — Владимир Юрьевич Захаров — дипломат, востоковед, родился в 1948 году в Москве, в 1971 году окончил Ленинградский государственный университет имени А. А. Жданова по специальности «китайский язык и литература», в 1980—2014 годах работал в МИД СССР/России, в том числе в 1980—1993 годах был секретарём посольства СССР/России в Китае, в 1997—2001 годах — советник по культуре, информации и образованию посольства России в Китае, в 2001—2003 годах — начальник отдела Шанхайской организации сотрудничества (ШОС) департамента азиатско-тихоокеанского сотрудничества МИД России, в 2007—2010 годах — заместитель генерального секретаря ШОС, в 2010—2012 годах — главный советник МИД России, с 2012 по 2014 год и с 2018 по 2020 год — советник секретариата ШОС в Пекине, с 2014 по 2018 год — старший преподаватель Школы востоковедения факультета мировой экономики и мировой политики Высшей школы экономики, директор Института политических исследований Черноморско-Каспийского региона, приглашённый профессор Дипломатической академии МИД России.
Мать — Ирина Владиславовна Захарова, урождённая Мачулко — родилась в 1949 году, в 1977 году окончила отделение искусствоведения исторического факультета Московского государственного университета имени М. В. Ломоносова, после чего начала работать в Музее изобразительных искусств имени Пушкина, в настоящее время является старшим научным сотрудником отдела эстетического воспитания; защитила в 1994 году в Российской академии художеств диссертацию на тему «Традиционные основы китайской народной игрушки», кандидат искусствоведения, руководитель «Семейных групп», музыкальных программ, экспериментальных проектов, заслуженный деятель искусств Российской Федерации, член Московской организации Союза художников.
Детство М. В. Захаровой прошло в Пекине, где работал отец-дипломат, в первый раз она приехала туда в начале 1980-х годов. Её мать в это время работала в консульском отделе посольства в Пекине.

### Карьера
В 1998 году Мария Захарова окончила факультет международной журналистики МГИМО по специальностям «востоковедение» и «журналистика», в студенческие годы работала в пресс-центре МИД России на Зубовском бульваре, на последнем курсе проходила практику в посольстве России в Китае.
С 1998 года — сотрудник редакции журнала «Дипломатический вестник» МИД России, затем в департаменте информации и печати МИД России.
В 2003 году в Российском университете дружбы народов под научным руководством доктора исторических наук, профессора А. А. Маслова защитила диссертацию на соискание учёной степени кандидата исторических наук по теме «Трансформация осмысления символики празднования традиционного Нового года в современном Китае. Последняя четверть XX века».
С 2003 по 2005 год — начальник отдела оперативного мониторинга СМИ в департаменте информации и печати МИД России. С 2005 по 2008 год — руководитель пресс-службы Постоянного представительства России при Организации Объединённых Наций в Нью-Йорке.
С 2008 по 2011 год — руководитель отдела в департаменте информации и печати МИД России. С 2011 по 10 августа 2015 года — заместитель директора департамента информации и печати МИД России. В её обязанности входила организация и проведение брифингов официального представителя МИД России, организация работы официальных учётных записей МИД России в социальных сетях и информационное обеспечение зарубежных визитов министра иностранных дел Сергея Лаврова. В 2014 году, когда департамент стал лауреатом «Премии Рунета» в номинации «культура, СМИ и массовые коммуникации», на официальной церемонии награда была вручена Захаровой.
10 августа 2015 года назначена директором департамента информации и печати. Сменила Александра Лукашевича, получившего назначение постоянным представителем России при ОБСЕ, став первой женщиной в истории ведомства, занявшей эту должность. В этой должности проводит еженедельные брифинги для журналистов, делает официальные заявления и комментарии от имени МИД России.
Член организационного комитета по подготовке Евразийского женского форума, прошедшего 24-25 сентября 2015 года в Санкт-Петербурге.
22 декабря 2015 года Захаровой был присвоен дипломатический ранг «чрезвычайный и полномочный посланник 2-го класса». 26 декабря 2017 года — дипломатический ранг «чрезвычайный и полномочный посланник 1-го класса». 8 июня 2020 года — ранг чрезвычайного и полномочного посла, высший дипломатический ранг.
Член Коллегии МИД России. Член Совета по внешней и оборонной политике России.
Владеет иностранными языками — английским и китайским.
26 января 2017 года получила первый в своей карьере орден. В Кремле орден Дружбы ей вручил Президент России Владимир Путин. На церемонии награждения 30-ти известных государственных и общественных деятелей, в числе которых была и Захарова, Путин отметил, что всех награждённых отличает высочайший уровень мастерства, умение работать с полной самоотдачей и, самое главное, добиваться поставленных целей.

### Личная жизнь
Муж — Андрей Михайлович Макаров, работает менеджером в российской компании, по образованию инженер, занимался предпринимательством. Пара вступила в брак 7 ноября 2005 года в Нью-Йорке, когда Мария там работала. Дочь Марьяна родилась 30 июня 2010 года.

### Увлечения
Активный пользователь социальных сетей, пишет стихи и песни.
22 июня 2017 года на открытии Московского международного кинофестиваля (ММКФ) певица Наргиз Закирова исполнила песню «Верните память», автор слов и музыки (совместно с Марал Якшиевой) — Мария Захарова. Песня посвящена российским военным, погибшим в Сирии. В записи композиции принял участие Максим Фадеев, который и предложил Наргиз в качестве исполнительницы. 29 июня на закрытии фестиваля Александр Коган исполнил песню «Я ищу тебя», стихи и музыка (в соавторстве с Коганом и композитором Виктором Дробышем) также написаны Захаровой. Презентовать песни в ходе фестиваля Марию уговорил Никита Михалков.
В мае 2024 года внимание прессы привлёк обмен репликами между Марией Захаровой и послом США в Российской Федерации Линн Трейси по поводу состоявшегося по инициативе американского посла в апреле 1935 года Весеннего фестиваля в Спасо-хаусе. Трейси заявила: «Спасо-хаус — это место, где американцы и россияне могут встречаться, где мы вместе чтим русскую культуру, учимся лучше понимать друг друга и надеемся на лучшее будущее, поддерживая эти контакты между двумя народами». В ответ на это Захарова отметила, что Михаил Булгаков написал Бал Сатаны в романе «Мастер и Маргарита» под впечатлением именно от приёма в апреле 1935 года и назвала его инфернальным балаганом и мракобесной вечеринкой со зверями и козлами, противопоставив его празднику Пасхи — подлинному празднику весны.

## Оценки и критика
По мнению журналистов интернет-издания «Газета.ru» Полины Матвеевой и Александра Братерского, с приходом Захаровой на должность директора департамента информации и печати российский МИД «заговорил на другом языке»: привычный официоз теперь соседствует с неформальными и зачастую спорными заявлениями в социальных сетях, а возглавляемый ею департамент является одним из главных ньюсмейкеров в России и за рубежом. Немецкая газета Handelsblatt отмечала, что с назначением Захаровой прежде весьма официозное ведомство приняло на вооружение новый, более острый языковой стиль, распространившийся не только на пресс-департамент, но также и на министра Лаврова. Сама Захарова поясняет, что МИД России идёт в ногу со временем и учитывает зарубежный опыт. А редактор информационной службы радиостанции «Свобода», кандидат исторических наук Ярослав Шимов назвал публицистический стиль, присущий её «патриотичному» блогу на сайте радиостанции «Эхо Москвы», агрессивным, сравнив его с передовицами советских газет на международные темы. По его мнению, Захарова получила известность участием в телевизионных политических ток-шоу на российских государственных телеканалах и комментариями по политическим вопросам в социальных сетях. Журналисты Би-би-си Дженни Нортон и Ольга Ившина отметили, что «в качестве публичного лица России во всё более и более натянутых отношениях с Западом её стиль общения становится поразительно недипломатичным». Ряд высказываний Марии Захаровой вызывал резонанс в СМИ.
2 ноября 2017 года, выступая на ток-шоу «60 минут» в эфире канала «Россия-1», она рассказала, что Усама бен Ладен был на приёме в Белом доме, ссылаясь на фотографию, на которой бен Ладен жмёт руку Хиллари Клинтон. Эта история оказалась фальшивкой, а фотография — подделкой. На оригинальном фото Клинтон жмёт руку индийскому певцу и музыканту Шубхашишу Мухерджи в 2004 году. После выяснения поддельности фотографии Захарова заявила, что, говоря о бен Ладене в Белом доме, имела в виду не самого бен Ладена, а его «коллег и соратников».
В январе 2019 года внимание прессы привлекла полемика Захаровой с Анатолием Чубайсом о причинах и виновниках бедности в России.
30 апреля 2020 года оппозиционер Алексей Навальный в эфире своей программы «Россия будущего» на YouTube обвинил её в том, что она поддерживает кастовую систему общества. В тот же вечер Захарова опубликовала в своём Фейсбуке пост, в котором спросила, готов ли он к «разговору» онлайн. Она также выразила сомнение в том, что Навальный осмелится принять это предложение. В ночь на 1 мая, спустя примерно час после поста Захаровой, Навальный на него отреагировал и сказал, что согласен поговорить:

В обычной ситуации я бы вас проигнорировал — вы просто информационная обслуга. Однако ваши заявления в интервью Зыгарю были настолько отвратительны, что я с удовольствием поговорю с вами об этом лично. Вы позорите и страну, и МИД.

Навальный согласился, разговор был назначен на вечер 1 мая, но днём стало известно, что Захарова отказалась от него.
В мае 2020 года на сайте Change.org появилась петиция с требованием отправить в отставку Захарову после её скандального интервью Михаилу Зыгарю, а в другой петиции требовали от неё «объяснить свои высказывания в интервью или опровергнуть их».
В начале сентября 2020 года после визита президента Сербии Александра Вучича в Вашингтон, в ходе которого Вучич подписал соглашение с США о нормализации экономических отношений с властями в Приштине, Захарова опубликовала запись в Facebook, где вместе с фотографией сидящего на стуле в Овальном кабинете Вучича разместила скриншот кадра из фильма «Основной инстинкт» с сидящей в позе «нога на ногу» Шэрон Стоун и комментарием «Если вас позвали в Белый дом, а стул поставили так, как будто вы на допросе, садитесь как на фото #2. Кем бы вы ни были. Просто поверьте». Публикация российского дипломата вызвала резкое осуждение со стороны главы министерства обороны Сербии Александра Вулина, директора канцелярии по Косово и Метохии при правительстве Сербии Марко Джурича и самого президента Сербии Александра Вучича, которые напомнили о благожелательном отношении Сербии к России (отсутствие санкций, покупка газа и оружия, невступление в НАТО).

Вучич никогда не бросал ни свой народ, ни его друзей, не оскорблял и не унижал его. Захарова оскорбила всех, кто защищает Россию и Сербию в более напряженных местах, чем Facebook. Сегодня враги Сербии и России радуются мелкой злости Захаровой. За Вучичем стоят дела, а за Захаровой — злость, за которую ей будет стыдно
— А. Вулин — министр обороны Сербии.

Подсознание — это чудо, самовнушение — чудо. Они всегда больше всего говорят о самом человеке. Больше всего о себе говорит и Мария Захарова. Проявленный ею примитивизм и пошлость говорят о ней и, ей-богу, о тех, кто её поставили на это место. Пусть они этим занимаются, я ей отвечать не буду.Оригинальный текст (серб.)Подсвест је чудо, ауто сугестија је чудо. Они увек највише говоре о себи. О себи највише говори и Марија Захарова. И примитивизам и простаклук који је показала говори о њој, а богами и о онима који су је ту поставили. Нека се они баве тиме, ја да јој одговарам нећу
— А. Вучич — президент Сербии
После появления реакции сербских политиков Захарова заявила, что её пост был «неверно истолкован» и «Единственное, что в нём содержалось — неприятие высокомерного отношения со стороны „исключительных“». Извинения за публикацию Захаровой президенту Сербии Александру Вучичу принёс президент России Владимир Путин. По словам президента Сербии Александра Вучича, извинения за публикацию Захаровой ему принёс и глава МИД России Сергей Лавров.
В январе 2021 года в ответ на просьбу помочь в соблюдении прав задержанному в ходе протестов в Москве, которые не были согласованы с властями, заявила о том, что для соблюдения прав «нужно не нарушать закон». В ответ на такое заявление в Интернете Захарову активно раскритиковали, напоминая, что права человека должны соблюдаться всегда, даже если он сам нарушил закон.
В ходе российского вторжения на Украину и уравнивания российских властей руководства Украины с нацистами Посол Израиля в Украине Михаил Бродский заявил, что «неправильно обуславливать поддержку Украины и помощь тем, что Украина перестанет переименовывать улицы или называть героями Бандеру или Мельника». В ответ Мария Захарова обвинила Израиль в причастности к «прославлению нацизма», на что пресс-атташе израильского МИДа Лиор Хайят заявил: «Позиция Израиля, отвергающая возвеличивание соучастников убийства евреев, остается неизменной. Никто не в праве указывать государству Израиль, МИДу Израиля и израильским дипломатам на важность сохранения памяти Холокоста и борьбы с искажением исторической правды».
Российский учёный-востоковед, эксперт в области политики и экономики стран Ближнего Востока Евгений Сатановский отметил, что в поведении Захаровой есть проявление антисемитизма и она «евреев не особо-то любит, а Израиль — терпеть не может, и особо это не скрывает», а также назвал Захарову «сильно выпивающей шмарой».

## Международные санкции
В конце февраля 2022 года, после признания Россией самопровозглашённых ДНР и ЛНР, попала под санкции Евросоюза как «подрывающие территориальную целостность, суверенитет и независимость Украины». Евросоюз отмечает что Захарова, как «центральная фигура правительственной пропаганды, способствовала вводу российских войск в Украину».
15 марта 2022 года, на фоне вторжения России на Украину, как российская пропагандистка, внесена в санкционный список Великобритании.
18 марта 2022 года включена в санкционный список Новой Зеландии как «ответственная за подрыв суверенитета и территориальной целостности Украины».
8 июля 2022 года внесена в санкционные списки Канады «российских агентов дезинформации» за «поддержку неспровоцированного и неоправданного вторжения России в Украину».
2 июня 2022 года Захарова включена в санкционный список США против «сетей обеспечивающих поддержку Путина и российской элиты».
По аналогичным основаниям находится в санкционных списках Японии, Украины, Швейцарии и Австралии.

## Награды и признание
Государственные
- Орден «За заслуги перед Отечеством» IV степени (16 апреля 2025) — за вклад в реализацию внешнеполитического курса Российской Федерации и многолетнюю добросовестную дипломатическую службу[88].
- Орден Почёта (19 мая 2020) — за большой вклад в реализацию внешнеполитического курса Российской Федерации и многолетнюю добросовестную дипломатическую службу[89].
- Орден Дружбы (2017)[90].
- Почётная грамота Президента Российской Федерации (2013)[12].

Ведомственные
- Медаль «Маршал Василий Чуйков» (МЧС России) (2017)[91].

Общественные
- Лауреат премии PROBA в номинации Award for Lifetime Achievement (2018) — за неоценимый вклад в развитие отрасли[92].
- «Грамота доверия журналистского сообщества России» от Союза журналистов России (9 февраля 2017) — за открытость в работе со средствами массовой информации[93].
- Лауреат Национальной премии в области развития общественных связей «Серебряный Лучник» в номинации «Персона» (2017)[94].
- Премия «Charmous» в номинации «Женщина Года»[95]
- Награда Союза журналистов Москвы «За открытость прессе» (2016)[96].
- Лауреат премии «Голос Мира» («Белые Журавли России») (2016)[97].

Рейтинги
- Второе место в рейтинге цитируемости среди российских блогеров за 2016 год по версии компании «Медиалогия»[98].
- В рейтинге ста самых влиятельных женщин мира за 2016 год по версии телерадиовещательной корпорации Би-би-си[99].
- Шестое место в медиарейтинге российских женщин за год (март 2015 — март 2016) по версии компании «Медиалогия»[100].

## Научные труды
- Алешина И., Захарова М. В. Игрушки и праздники [о традициях и обычаях китайцев] // Азия и Африка сегодня. — 2000. — № 3. — С. 60—63.
- Захарова М. В. Чуньцзе – праздник Нового года [Китай] // Проблемы Дальнего Востока. — 2000. — № 6. — С. 164—169.
- Захарова М. В. Храмовые ярмарки в современном Китае // Проблемы Дальнего Востока. — 2010. — № 1. — С. 136—142.